# Tipula (Lunatipula) kreissli
Tipula (Lunatipula) kreissli is een tweevleugelige uit de familie langpootmuggen (Tipulidae). De soort komt voor in het Palearctisch gebied.